# Kuime
Kuime (喰女-クイメ-), estrenada internacionalment com Over Your Dead Body, és una pel·lícula de terror  sobrenatural japonesa del 2014 dirigida per Takashi Miike. Es va estrenar el 23 d'agost de 2014.

## Argument
Una estrella, Miyuki Goto (Kō Shibasaki) interpreta Oiwa, la protagonista d'una nova obra basada en la història de fantasmes Yotsuya Kaidan. Ella estira alguns fils per aconseguir que el seu amant, Kosuke Hasegawa (Ebizō Ichikawa XI) participi de l'obra, tot i que és un actor relativament desconegut. Altres intèrprets, Rio Asahina (Miho Nakanishi) i Jun Suzuki (Hideaki Itō), desitgen Miyuki. Fora de l'escenari, l'amor possessiu i les obsessions del repartiment existeixen com a realitat. Atrapats entre l'obra i la realitat, els sentiments del repartiment entre ells s'amplifiquen. Quan es fa evident que l'amor no està pensat per ser tant dins com fora de l'escenari, l'amor es converteix en rancor i creua la línia borrosa entre la realitat i la fantasia.

## Repartiment
- Ebizō Ichikawa XI com a Kousuke Hasegawa/Tamiya Iemon
- Kō Shibasaki com a Miyuki Goto/Oiwa
- Hideaki Itō com a Jun Suzuki/Takuetsu
- Miho Nakanishi com a Rio Asahina/Itō Ume
- Maiko com a Kayoko Kurata
- Toshie Negishi com a Misuzu Horiuchi/Maki
- Hiroshi Katsuno com a Michisaburō Ogata/Tamiya Matazaemon
- Ikkō Furuya com a Kanji Shimada/Itō Kihei

## Recepció
Al lloc web de l'agregador de ressenyes Rotten Tomatoes, la pel·lícula té una puntuació d'aprovació del 56% basada en 9 crítics, amb una valoració mitjana de 7/10.
Dennis Harvey de Variety, després de veure-la projectada al Festival Internacional de Cinema de Toronto, va escriure: "Els actors que assajen un conte clàssic de fantasmes troben la vida imitant l'art en aquesta obra atípicament avorrida de Takashi Miike".